# Adam Kurozwęcki
Adam Kurozwęcki zwany „Wrzód”, pisał się także Adam Rytwiański (zm. przed 1511) – polski szlachcic herbu Poraj.
Syn Mikołaja „Lubelczyka” Kurozwęckiego i Ewy z Rytwian, brat Hieronima.
Był starostą brzeźnickim. Głośny był jego zatarg z własnym ojcem, któremu w 1502 roku najechał i złupił Kurozwęki.
Żonaty był z Jadwigą Tęczyńską, córką Mikołaja wojewody bełskiego i ruskiego. Miał z nią córkę Annę, którą po jego śmierci wydano za Hieronima Łaskiego. Po śmierci męża Jadwiga wydała się za Piotra Opalińskiego.